# Karnataka
Karnataka (en canarés: ಕರ್ನಾಟಕ) es un estado de la República de la India. Su capital es Bangalore. Está ubicado al suroeste del país, limitando al noroeste con Goa, al norte con Maharastra, al noreste con Telangana, al este con Andhra Pradesh, al sureste con Tamil Nadu al sur con Kerala, y al oeste con el Mar Arábigo (océano Índico). Con 61 095 297 habitantes en 2011 es el octavo estado más poblado —por detrás de Uttar Pradesh, Maharastra, Bihar, Bengala Occidental y Madhya Pradesh, Tamil Nadu y Rajastán— y con 191 791 km², el séptimo más extenso, por detrás de Rajastán, Madhya Pradesh, Maharastra, Uttar Pradesh, Jammu y Cachemira y Guyarat.
Antes de 1973 se le conocía como Estado de Mysore y estaba formado por el antiguo reino de Mysore. En 1956, se incluyeron también algunas zonas anexas en las que el idioma principal era el canarés. Aparte de la capital, otras ciudades importantes son Mysore, Mangalore, Hubli-Dharwad, Bellary y Belgaum. El idioma oficial es el canarés. Según datos del censo de 2001, Karnataka tenía una población de 55.868.200 habitantes.
Se cree que el origen del nombre de Karnataka proviene de la unión de los términos karu y nadu que significan "tierra elevada".

## Historia
La prehistoria de Karnataka se remonta a las culturas de hacha de mano del Paleolítico. Herramientas y otros objetos achelenses han sido encontrados en Isampur, valle del Hunsgi, que podrían datar de hace 1,27 millones de años. Hachas paleolíticas de mano y cuchillas en forma de canto rodado, hechas con cuarzo y cuarcita se han encontrado en lugares como Lingadahalli distrito de Chikmagalur y en Hunasagi distrito de Yadgir, y una espiga de madera en Kibbanahalli distrito de Tumkur. Hay informes de que un hacha de piedra pulida fue descubierto en Lingasugur, distrito de Raichur.
Evidencias de culturas neolíticas y megalítico también se han encontrado en el estado. Se ha establecido que el oro descubierto en Harappa fue importados de las minas en Karnataka, lo que lleva a la hipótesis de los estudiosos acerca de los contactos entre la antigua Karnataka y la Civilización del Valle del Indo, hacia el año 3000 a. C.
En el siglo IV a. C. una dinastía local llamada Satavahana llegó al poder y su gobierno duró unos 300 años. Con la desintegración de la dinastía, los Kadambas asumieron el poder en el norte mientras que los Gangas lo hacían en el sur del estado. Los Chalukyas de Badami (500 al 735) gobernaron el área desde Narmada hasta el río Cauvery desde los tiempos del rey Pulikeshi II. La dinastía creó los monumentos de Badami, Aihole y Pattadakal.
Los chalukyas de Kalyana (973 - 1183) construyeron numerosos templos, potenciaron la literatura y las artes. El jurista Vijaneshwara vivió en Kalyana. El Imperio Vijayanagar (1336 - 1646) potenció la literatura en sánscrito, kannada, telugú y tamil. Aumentó el comercio exterior. Los sultanes Bahmani de Gulbarga promocionaron la literatura urdú y persa. Tras la caída del sultán de Mysore (1799), Karnataka quedó bajo control británico.
En 1950, Mysore se convirtió en un estado de la India independiente y el antiguo majarash (‘rey’) se convirtió en el gobernador del estado. La familia del majarás recibió hasta el año 1975 una pensión por parte del estado. Algunos miembros de la familia aún residen en el palacio familiar de Mysore.
La cuestión de las castas sigue teniendo una vigencia trágica: en diciembre de 2006 fueron absueltas 46 personas acusadas de haber quemado vivos a siete intocables en el pueblo de Kambalapalli (Karnataka).

## Geografía
Los distritos de Karnataka son:
- Bagalkot
- Bangaluru
- Bangaluru rural
- Belgaum
- Bellary
- Bidar
- Bijapur
- Chamrajnagar
- Chikkaballapur
- Chikmagalur
- Chitradurga
- Dakshina Kannada
- Davanagere
- Dharwad
- Gadag
- Gulbarga
- Hassan
- Haveri
- Kodagu
- Kolar
- Koppal
- Mandya
- Mysore
- Ramanagara
- Raichur
- Shivamogga
- Tumkur
- Udupi
- Uttara Kannada
- Yadgir

## Economía
Karnataka es uno de los estados más industrializados de la India. Bangalore, su capital, se ha convertido en uno de los principales focos de la industria de las tecnologías de la información. El 90% de la producción de oro de la India proviene de este estado. También es importante la extracción de manganeso.
En 2019, más del 80% de los distritos del estado están afectados por la sequía, empobreciendo a los campesinos.